# Nadîșen, Bilohirea
Nadîșen (în ucraineană Надишень) este un sat în comuna Viknînî din raionul Bilohirea, regiunea Hmelnîțkîi, Ucraina.

## Demografie
Componența lingvistică a localității Nadîșen
     Ucraineană (100%)
Conform recensământului din 2001, toată populația localității Nadîșen era vorbitoare de ucraineană (100%).